# Desmoscolex parafalklandiae
Desmoscolex parafalklandiae is een rondwormensoort uit de familie van de Desmoscolecidae. De wetenschappelijke naam van de soort is voor het eerst geldig gepubliceerd in 1955 door Allgén.